# Sławomir Oder
Sławomir Oder (ur. 7 sierpnia 1960 w Chełmży) – polski duchowny rzymskokatolicki, doktor obojga praw, biskup diecezjalny gliwicki od 2023.

## Życiorys
Urodził się 7 sierpnia 1960 w Chełmży jako jedno z trojga dzieci Romualda i Teresy z domu Lewandowskiej. W latach 1975–1978 kształcił się w V Liceum Ogólnokształcącym w Toruniu, gdzie złożył egzamin dojrzałości. W latach 1978–1983 odbył studia na Wydziale Ekonomiki Transportu Uniwersytetu Gdańskiego, które ukończył z magisterium z ekonomiki handlu zagranicznego. W 1983 wstąpił do Wyższego Seminarium Duchownego w Pelplinie, gdzie studiował filozofię, natomiast studia teologiczne odbył w Papieskim Seminarium Rzymskim i na Papieskim Uniwersytecie Laterańskim, uzyskując w 1989 magisterium z teologii. Na prezbitera został wyświęcony 14 maja 1989 w Pelplinie przez biskupa diecezjalnego chełmińskiego Mariana Przykuckiego. Inkardynowany został do diecezji chełmińskiej, a w 1992 został przeniesiony do nowo powstałej diecezji toruńskiej. Od 1989 kontynuował studia na Papieskim Uniwersytecie Laterańskim, gdzie w 1993 otrzymał doktorat z obojga praw. Ukończył również kurs Roty Rzymskiej.
Od 1992 był zatrudniony w wikariacie rzymskim na stanowiskach: wicedyrektora biura prawnego w latach 1992–1995, kanclerza trybunału apelacyjnego w latach 1995–1998, przewodniczącego tego trybunału w latach 2002–2013 i wikariusza sądowego w latach 2013–2019. Został ustanowiony rektorem kościoła Niepokalanego Poczęcia NMP i św. Benedykta Józefa Fabre. Objął funkcję postulatora na etapie rzymskim procesu beatyfikacyjnego księdza Stefana Wincentego Frelichowskiego w latach 1997–1999, procesu beatyfikacyjnego i kanonizacyjnego Jana Pawła II w latach 2005–2014, a także procesu beatyfikacyjnego rodziców Jana Pawła II, Karola i Emilii Wojtyłów od 2020. W 2001 otrzymał godność prałata papieskiego.
W 2019 powrócił do diecezji toruńskiej. Pracował duszpastersko w parafii Wniebowzięcia Najświętszej Maryi Panny w Toruniu, został sędzią sądu kościelnego, a w 2021 objął funkcję diecezjalnego ojca duchownego kapłanów. W 2021 został ustanowiony kanonikiem gremialnym kapituły katedralnej toruńskiej.
28 stycznia 2023 papież Franciszek mianował go biskupem diecezjalnym diecezji gliwickiej. 11 marca 2023 otrzymał święcenia biskupie i odbył ingres do katedry Świętych Apostołów Piotra i Pawła w Gliwicach połączony z kanonicznym objęciem diecezji. Głównym konsekratorem był arcybiskup Salvatore Pennacchio, nuncjusz apostolski w Polsce, a współkonsekratorami Jan Kopiec, biskup senior gliwicki, kardynał Stanisław Dziwisz, arcybiskup senior krakowski, Giovanni Tani, arcybiskup senior Urbino-Urbania-Sant’Angelo in Vado, i Wiesław Śmigiel, biskup diecezjalny toruński. Jako zawołanie biskupie przyjął słowa „Quod dixerit facite” (Zróbcie wszystko, cokolwiek wam powie), zaczerpnięte z Ewangelii wg św. Jana (J 2, 5).
W ramach prac Konferencji Episkopatu Polski w 2023 został członkiem Rady Prawnej, a w 2024 wszedł w skład Rady Stałej.

## Odznaczenia
W 2015 prezydent RP Andrzej Duda nadał mu Krzyż Komandorski Orderu Odrodzenia Polski.